# Midori Gotō
Midori Goto (五嶋 みどり Goto Midori?) (Osaka, Japón; 25 de octubre de 1971), conocida  como Midori, es una violinista japoneso-estadounidense. Debutó a los 11 años de edad, cuando participó en la Gala de Año Nuevo de la Filarmónica de Nueva York de 1982, dirigida por Zubin Mehta. Al cumplir los 21 años, fundó la organización benéfica Midori and Friends para brindar oportunidades de educación musical a niños de la ciudad de Nueva York y de Japón. En el 2007, fue designada Mensajera de la Paz de las Naciones Unidas.

## Discografía
- Bach/Vivaldi: Conciertos para dos violines, Bach Concierto en D Menor, Concierto in E; Vivaldi Concierto en C Menor, Concerto in A Minor Op 3 No. 8; Philips 3/1986
- Paganini: 24 Caprices para Solo Violín, Op.1
- Bartók: Concierto No.1 para Violín y Orquesta, Op. Posth., Bartók: Concerto No.2 for Violin and Orchestra
- Midori "Live At Carnegie Hall"
- Dvořák: Concierto para Violín y Orquesta in A minor, Op. 53, Dvořák: Romance in F minor for Violin and Orchestra, Op. 11, Dvořák: Carnival Overture, Op 92
- Encore!
- Sibelius: Concerto for Violin and Orchestra in D minor, Op. 47, Bruch: Scottish Fantasy, Op. 46
- Franck: Sonata for Violin and Piano in A Major, Elgar: Sonata for Violin and Piano in E minor, Op. 82
- Tchaikovsky: Concerto for Violin and Orchestra in D Major, Op. 35, Shostakovich: Concerto for Violin and Orchestra No.1 in A minor
- Mozart: Sinfonia Concertante in E-flat Major, KV. 364/320d, Mozart: Concerto in D Major, KV. Anh. 56 (315f)
- Poulenc: Sonata for Violin and Piano, Debussy: Sonata in G Minor for Violin and Piano, Saint-Saëns: Sonata No.1 in D minor for Violin and Piano, Op. 75
- Midori's 20th Anniversary CD
- Mendelssohn: Concerto for Violin and Orchestra in E minor, Op. 64, Bruch: Concerto No.1 for Violin and Orchestra in G Minor, Op. 26
- Bach/Bartók: Bach Sonata No. 2 in A minor BWV 1003, Bartók: Sonata No. 1 (with Robert McDonald)
- The Essential Midori
- Sonatas de violín de Bloch, Janacek y Shostakovich
- Hindemith Violin Concerto